# 哈岑波特
哈岑波特是德国莱茵兰-普法尔茨州的一个市镇。总面积3.77平方公里，总人口636人，其中男性313人，女性323人（2011年12月31日），人口密度169人/平方公里。